# Божков, Александр Валерьевич
Александр Валерьевич Божков (укр. Олександр Валерійович Божков; род. 1988, Жданов, Донецкая область) — украинский политик и продюсер. Народный депутат Украины IX созыва (с 2022 года).

## Биография
Родился в 1988 году в Мариуполе. Окончил факультет международных отношений Киевского международного университета (2011). Являлся исполнительным продюсером студии «Квартал 95», исполнительным продюсером Первого автомобильного канала и продюсером проектов на ТРК Украина.
На парламентских выборах 2019 года был кандидатом в народные депутаты от партии «Слуга народа» (№ 141 в списке), однако избран не был. На момент выборов являлся беспартийным.
В декабре 2019 года был выдвинут фракцией «Слуга народа» на должность члена Национального совета Украины по вопросам телевидения и радиовещания.
После того ухода народного депутата из фракции «Слуга народа» Николая Сольского на должность министра аграрной политики и продовольствия, Божков 14 апреля 2022 года принял присягу народного депутата.
Член Комитета по вопросам гуманитарной и информационной политики.